# Jacques Deray
Jacques Deray, de nom Jacques Desrayaud (Lió, 19 de febrer de 1929 − Boulogne-Billancourt, 9 d'agost de 2003) va ser un director de cinema francès. Especialitzat en films policíacs, va conèixer el seu moment daurat en els anys 1970 fent rodar Alain Delon o Jean-Paul Belmondo.

## Biografia
Jacques Deray debuta com a actor a petits papers en el cinema. Convertit en ajudant de direcció el 1953, treballa sobretot amb Gilles Grangier, Luis Buñuel i Jules Dassin. Aborda la realització el 1960 amb Le Gigoló, drama psicològic interpretat per Alida Valli i Jean-Claude Brialy. La seva segona pel·lícula, Rififi à Tòquio (1963), pel·lícula policíaca completament rodada al Japó, rep una crítica molt favorable sense conèixer però un real èxit de públic, però confirma les seves qualitats d'hàbil tècnic de l'escenificació per a pel·lícules de gènere, en particular el policiac.
Cal esperar el 1969 i el fosc drama psicològic La Piscina perquè Deray sigui considerat com un cineasta popular de primer ordre i que comencin les seves llargues col·laboracions amb l'actor Alain Delon i el guionista Jean-Claude Carrière.
La pel·lícula seguint, Borsalino, reuneix Alain Delon i Jean-Paul Belmondo, que són llavors les dues estrelles més populars del cinema francès. Evocació de la màfia marsellesa dels anys 1930, Borsalino  té un gran èxit popular. Entre les altres pel·lícules notables de Jacques Deray, es compta Flic Story, inspirat la persecució del ganster Émile Buisson pel policia Roger Borniche, Un papillon à'épaule, polar kafkià amb Lino Ventura de protagonista, i Un papillon a l'épaule, una pel·lícula negra que protagonitzen Michel Serrault i Charlotte Rampling.
Cineasta discret, la fi de la seva carrera serà considerada per la crítica com a decebedora i la seva última pel·lícula L'Ours en peluche, tanmateix inspirat d'un llibre de Georges Simenon, és particularment mal rebuda. Deray després no es dedica més que a la televisió.
El 1981, és el president del jurat del Festival de Canes 1981.
Jacques Deray es va casar el 12 de juny de 1998 amb l'actriu, productora i antiga consellera del CSA, Agnès Vincent Deray, amb qui van tenir una filla, Laurence. És enterrat al cementiri de Garches.

## Premi Jacques-Deray
Creat el 2005 en memòria de Jacques Deray, vicepresident de l'Institut Lumière fins a la seva desaparició, el Premi Jacques-Deray premia la millor pel·lícula policíaca de l'any o un cineasta distingit en aquest gènere. Entre els primers llorejats es troba 36 quai des Orfèvres d'Olivera Marchal, De battre mon cœur s'est arrêté de Jacques Audiard, Ne el dis à personne de Guillaume Canet, Le Deuxième Souffle d'Alain Corneau, o Polisse de Maïwenn (2012).

## Filmografia[3]
- 1960: Le Gigolo
- 1963: Rififi a Tokyo
- 1963: Symphonie per un massacre
- 1965: Par un beau matin d'été
- 1966: Avec la peau des autres
- 1966: L'Homme de Marrakech
- 1969: La Piscine
- 1970: Borsalino
- 1971: Doucement les basses
- 1971: Un peu de soleil à l'eau froide
- 1972: Un home est mort
- 1974: Borsalino & Co
- 1975: Flic Story
- 1977: Le Gang
- 1978: Una papallona a l'espatlla (Un papillon a l'épaule)
- 1980: Trois homes à abattre
- 1982: Les Secrets de la princesse de Cadignan
- 1983: Le Marginal
- 1983: Credo (TV)
- 1985: On ne meurt que deux fois
- 1987: Le Solitaire
- 1987: Maladie d'amour
- 1989: Les Bois noirs
- 1991: Contre l'oubli (film col·lectiu)
- 1991: Netchaïev est de retour
- 1993: Un Crims
- 1994: 3000 Guions contre un virus (segment « Arnaud et ses copains »)
- 1994: L'Ours en peluche
- 1998: Clarissa (TV)
- 2000: On n'a qu'une vie (TV)
- 2001: Lettre d'une inconnue (TV)

## Premis i nominacions

### Nominacions
- 1970: Os d'Or per Borsalino
- 1986: César al millor guió original o adaptació per On ne meurt que deux fois